# Edith ritrova il corpo di Aroldo
Edith ritrova il corpo di Aroldo (Édith retrouvant le corps d'Harold après la bataille d'Hastings), anche noto con il titolo Episodio della battaglia di Hastings (Episode de la bataille d'Hastings), è un dipinto realizzato dal pittore francese Horace Vernet nel 1828. Esposta al Salone del 1827, che si concluse l'anno successivo, l'opera è conservata al museo Thomas Henry di Cherbourg-en-Cotentin, in Francia.

## Storia
L'opera venne esposta al Salone del 1827, che ebbe una durata eccezionale in quanto durò sei mesi, dal 4 novembre di quell'anno (il giorno del santo patrono del re Carlo X, ossia san Carlo Borromeo) al 25 aprile del 1828. L'accoglienza dell'opera fu mista: i critici più legati all'arte accademica trovarono scandaloso un quadro che raffigurasse un campo di battaglia truculento e pieno di sangue; i romantici apprezzarono la scelta del tema (in quanto il romanticismo si rifaceva assai alla cultura medioevale), ma reputarono l'esecuzione fredda. Anni dopo, l'opera finì al museo Thomas Henry di Cherbourg.
Nel novembre del 2020 il quadro venne sottoposto a un intervento di restauro: gli studi effettuati, infatti, avevano dimostrato che la cornice si era tarlata e che la tela aveva subito vari ritocchi e riverniciature che avevano alterato i colori originali dell'opera, rendendola più scura. Pertanto, il dipinto venne restaurato nel museo stesso, mentre per la cornice se ne occupò l'atelier Giordani di Rouen. Nel 2021, alla fine dei lavori, venne realizzato anche un telaio nuovo. Nel 2023 l'opera venne esposta a una mostra retrospettiva sull'artista svoltasi alla reggia di Versailles.

## Descrizione
Quest'olio su tela di grandi dimensioni è un dipinto di storia che rappresenta Ealdgyth Swan-neck (o, in italiano, Editta dal collo di cigno) dinnanzi al cadavere di Aroldo Godwinson alla fine della battaglia di Hastings. La regina consorte degli anglosassoni si trova nella parte sinistra della composizione e viene accompagnata da un monaco e da una donna nel campo di battaglia alla fine dello scontro contro i normanni vincitori. Una volta giunti, il monaco indica a Edith il cadavere di suo marito, a torso nudo e dalla fronte coperta così da non mostrare la ferita all'occhio (causata da una freccia) che lo ha ucciso. Gli occhi cerulei della donna fissano il corpo senza vita di suo marito e la sua mano sembra voler raggiungerlo.
Un altro monaco si trova nella parte destra ed è raffigurato mentre cerca di sollevare un cadavere quasi nudo da terra. Dietro di loro si trova una palizzata di legno che è stata colpita dalle frecce nemiche, alcune delle quali sono ancora conficcate nei pali, incluso uno che è caduto a terra. A sinistra, sullo sfondo, si notano le tende di un accampamento. La fonte letteraria che potrebbe aver ispirato questa scena potrebbe essere la Storia della conquista dell'Inghilterra fatta dai Normanni dello storico francese Augustin Thierry.